# Irene Visser
Irene Visser (10 september 1979) is een Nederlands voormalig langebaanschaatsster.
Visser werd bij de wereldkampioenschappen schaatsen junioren 1999 vierde. Op het Nederlands kampioenschap allround 1999 won ze een bronzen medaille.

## Records

### Persoonlijke records[2]
| Afstand    | Tijd    | Datum            | Baan       |
| ---------- | ------- | ---------------- | ---------- |
| 500 meter  | 42,96   | 28 december 2000 | Heerenveen |
| 1500 meter | 2.06,23 | 29 december 2000 | Heerenveen |
| 3000 meter | 4.22,39 | 28 december 2000 | Heerenveen |
| 5000 meter | 7.46,89 | 20 december 1998 | Heerenveen |